# Xamxi-Adad V
Xamxi-Adad V fou rei d'Assíria del 824 al 811 aC, tot i que no fou reconegut plenament fins al 822 aC. Era fill de Salmanassar III i va succeir al seu pare per designació d'aquest vers el 828 aC, quan segurament no era el fill gran, que devia ser Ashur-daninapli (Assurdanipal) el qual es va revoltar i va dominar i governar bona part del país fins que sobtadament desapareix el 822 aC, segurament per haver mort, el que explicaria perquè un moviment en ascens s'enfonsa de sobte i perquè Xamxi-Adad V fou reconegut de manera universal. També es sospita que la major part de l'exèrcit donava suport a Xamxi-Adad.
Acabada la guerra civil Xamxi-Adad va haver d'iniciar campanyes per mantenir ocupat a l'exèrcit i per restaurar el seu domini als territoris llunyans. La primera campanya el 821 aC fou contra Nairi, els prínceps del qual havien deixat de pagar el tribut. Quan l'exèrcit assiri va retornar al país els prínceps locals, sota influència d'Urartu, van pagar el tribut immediatament, i no fou necessària cap actuació coercitiva.
Llavors va recórrer Assíria: des de la ciutat de Paddiri al Nairi fins a Kar-Shulmanasharid, fortalesa al territori de Karkemish; des Zaddi al país d'Accad fins a Enzi (Anzitene), d'Aridi a la zona del llac Van al país de Sukhi. A tot arreu va rebre l'homenatge de la gent.
La segona campanya el 820 aC va ser principalment per recaptar tribut. Inicialment es va dirigir a Nairi i després va seguir a l'oest cap a la Mediterrània. Gran nombre de ciutats foren devastades. Aquesta campanya la va dirigir el tartan Mutarris-Ashur.
La tercera campanya (819 aC) fou contra la part oriental i el nord. Els països de Khubuskia i de Parsua foren els objectius; el rei Dadi de Khubuskia va pagar tribut igual que els prínceps de Parsua on les ciutats de Samasha i Karsibuta foren conquerides per rendició, el país de Guinunbuda es va sotmetre i la fortalesa d'Urash ocupada; el rei Pirishati fou fet presoner. Després de creuar aquestos territoris l'exèrcit va arribar a la costes del llac Urmia i després cap a Mataa (Mèdia), on les forces medes foren derrotades i perseguides fins a la Muntanya Blanca (potser l'Helwand prop d'Ecbàtana) on va aniquilar a 2300 guerrers del príncep mede Khanaziruka; la capital Sagbita fou destruïda igual que un bon nombre de ciutats; en la tornada els assiris van matar a mil guerrers del príncep Munisuarta d'Araziash.
L'expedició del 818 aC fou contra el país de Khilli de situació desconeguda, suposadament prop del país de Isana (també de situació desconeguda però se suposa que era una província a l'oest del Tigris a la zona de la confluència amb el Gran Zab). L'expedició es devia haver de repetir el 817 aC.
El 816 aC els assiris van envair el país de Zarati (Skenai, al canal de l'Eufrates).
Al següent any (815 aC) el rei va haver d'envair Babilònia que s'havia independitzat de fet durant la guerra civil. El 819 aC Marduk-zakir-shumi I va ser succeït per Marduk-balassu-iqbi (819-813 aC) que no va pagar el tribut i actuava en tot com un sobirà plenament independent. L'atac no fou per Mesopotàmia entre els dos rius sinó per l'est del Tigris, seguint les muntanyes; des de Mi Turnat a la riba dreta del Turnat o Tumat, els assiris van travessar el riu i van arribar a Karni residència d'estiu dels reis de Babilònia, que van destruir igual que unes dues-centes poblacions properes. Van passar llavors al mont Khalman on van conquerir la ciutat de Dibinay, van devastar Datibir i altres ciutats veïnes i van perseguir els que van poder fugir fins a una fortalesa propera anomenada Karibti Alani que fou assaltada amb èxit. Els babilonis del rei Marduk-Balatsuikbi i els seus aliats (caldeus, elamites, arameus i namrites) es van concentrar a la fortalesa de Dur Papsukal, a Babilònia del nord, però foren derrotats i tretze mil dels seus guerrers foren morts pels assiris i tres mil fets presoners. Els babilonis es van reagrupar més amunt del riu Daban, a l'entrada de la ciutat de Dur Papsukal propera a la fortalesa, però altre cop foren derrotats i Xamxi-Adad V reclama una nova gran victòria en què cinc mil enemics foren morts i dos mil fets presoners; un centenar de carros i la tenda reial babilònia van caure a les mans del vencedor. Gananate, Nimittisharri i Der foren ocupades pels assiris. La victòria no degué ser prou decisiva perquè encara que les inscripcions del rei assiri acaben en aquest punt, la llista d'epònims mostra que el 813 aC va envair Caldea i el 812 aC Babilònia; en aquesta hauria estat quan el nou rei babiloni Bau-Akhiddin (813-812 aC) va caure presoner el que va portar a un tractat de pau, amb el restabliment efectiu del protectorat i una modificació territorial favorable a Assíria.
Xamxi-Adad V va morir el 811 aC i el va succeir el seu fill Adadnirari III que era menor d'edat, sent regent la mare Sammuramat (Semíramis).